# کریستینه گریگوریان
کریستینه گریگوریان (ارمنی: Քրիստինե Գրիգորյան، متولد ۲۷ اوت ۱۹۸۱) یک وکیل حقوق بشر و افسر اطلاعات ارمنی است که به عنوان رئیس سرویس اطلاعات خارجی ارمنستان (FIS) فعالیت می‌کند. او پیش از این به عنوان معاون وزیر دادگستری و مدافع حقوق بشر ارمنستان خدمت کرده است.

## زندگی‌نامه
کریستینه گریگوریان در ۲۷ اوت ۱۹۸۱ در شهر سوان، استان گغارکونیک به دنیا آمد و در سال‌های پایانی جمهوری شوروی سوسیالیستی ارمنستان و اتحاد جماهیر شوروی بزرگ شد. در ۱۹۹۸، وارد دانشگاه دولتی ایروان شد و در سال ۲۰۰۲ توانست با مدرک کارشناسی در مطالعات عربی از این دانشگاه فارغ‌التحصیل شود و در همان رشته و همان دانشگاه در سال ۲۰۰۶ مدرک کارشناسی ارشد دریافت کرد. در سال ۲۰۰۸ از دانشکده حقوق دانشگاه شمالی در ایروان فارغ‌التحصیل شد.

## حرفه
از سال ۲۰۰۴ تا تکمیل تحصیلات کارشناسی‌اش در سال ۲۰۰۹، گریگوریان به عنوان عضو قانون‌گذاری در مجلس ملی (NA) ارمنستان در دپارتمان تحلیل قانون‌گذاری و توسعه کار می‌کرد. از مارس تا اکتبر سال ۲۰۰۹، او به عنوان مترجم-وکیل برای دپارتمان روابط خارجی مجلس کار می‌کرد. بین سال‌های ۲۰۰۹ و ۲۰۱۱، گریگوریان به عنوان دستیار حقوقی رئیس دفتر مجلس ملی خدمت کرد. او به عنوان دستیار عضو پارلمان (۲۰۱۱–۲۰۱۴) و دستیار رئیس NA در امور حقوقی (۲۰۱۲–۲۰۱۴)، تیمی را به عنوان بخشی از برنامهٔ «حمایت از توسعه ظرفیت‌های نهادی مجلس ملی ارمنستان» که توسط آژانس ایالات متحده برای توسعه بین‌المللی (USAID) حمایت مالی می‌شد، در بین سال‌های ۲۰۱۴ و ۲۰۱۵ رهبری کرد. از سال ۲۰۱۵ تا سال ۲۰۱۸، گریگوریان ریاست دپارتمان همکاری حقوقی بین‌المللی در کارکنان وزارت دادگستری را بر عهده داشت. پس از انقلاب مخملی ارمنستان ۲۰۱۸، او به عنوان مشاور آرارات میرزویان، معاون اول نخست‌وزیر در آن زمان، خدمت کرد. در ۳ ژوئیه ۲۰۱۸، گریگوریان توسط نخست‌وزیر به عنوان معاون وزیر دادگستری ارمنستان منصوب شد.
در ۲۴ ژانویه ۲۰۲۲، مجلس ملی او را به عنوان مدافع حقوق بشر ارمنستان انتخاب کرد. او در ۲۳ ژانویه ۲۰۲۳ از این مقام کناره‌گیری کرد و دلیل این تصمیم خود را ارتقاء به مقام جدید اعلام کرد.

## حرفه اطلاعاتی
در ۴ اکتبر ۲۰۲۳، کریستین گریگوریان به عنوان اولین رئیس سرویس اطلاعات خارجی ارمنستان به‌طور رسمی توسط نخست‌وزیر نیکول پاشینیان منصوب شد. شایعات بسیاری مبنی بر این وجود دارد که او پیش از تصدی این سمت، در زمینه رهبری و فنون اطلاعاتی در غرب، مخصوصاً با CIA و MI6 بریتانیا آموزش دیده است. مقامات عالی‌رتبه از هر دو سرویس، از جمله رؤسای آژانس‌های مربوط یعنی ویلیام ج. برنز و ریچارد مور، در زمان تأسیس این آژانس در سال ۲۰۲۲، به‌طور مکرر به ایروان سفر کرده‌اند. برنز و معاون او دیوید اس. کوهن از آن زمان به بعد در سال ۲۰۲۴ دوباره به ایروان سفر کردند و مور در سال ۲۰۲۳ در کنفرانس امنیتی مونیخ با نخست‌وزیر پاشینیان به‌طور خصوصی دیدار کردند.

## زندگی شخصی
کریستینه گریگوریان یک عضو غیر حزبی خدمات ملکی است. او یک زبان‌شناس ماهر است و به شش زبان زنده دنیا صحبت می‌کند: ارمنی، روسی، انگلیسی، فرانسوی، آلمانی و عربی. او مجرد است.